# Frank Arthur Swinnerton
Pour les articles homonymes, voir Swinnerton.
Frank Arthur Swinnerton né le 12 août 1884 à Wood Green, dans la banlieue de Londres et mort le 6 novembre 1982 à Cranleigh (Surrey) est un romancier, critique, biographe et essayiste anglais.
Il est l'auteur de plus de 50 ouvrages, et en tant que lecteur de maisons d'édition a permis la publication d'autres écrivains parmi lesquels Aldous Huxley et Lytton Strachey. Sa longévité et sa longue carrière dans l'édition ont fait de lui l'un des derniers liens entre la génération des écrivains du début du XXe siècle comme H. G. Wells, John Galsworthy et Arnold Bennett et ceux de la fin du XXe siècle.

## Biographie
Il est le fils de Charles Swinnerton, un graveur sur cuivre, et de son épouse Rose, née Cottam.

### Carrière
Il quitte l'école à l'âge de 14 ans et est d'abord employé comme garçon de bureau pour un éditeur de journaux, Hay Nisbet & Co , puis comme secrétaire-réceptionniste par J. M. Dent, éditeur de la collection de classiques Everyman's Library. Il rejoint ensuite la maison Chatto & Windus où il est d'abord correcteur, puis lecteur. Bien qu'il commence à écrire des romans en 1909, il continue son travail éditorial jusqu'à ce qu'il devienne écrivain à part entière en 1926. Même alors, il travaille également comme critique littéraire pour les magazines Truth, London Evening News (1929-32) et The Observer (1937-43).
En tant que romancier, Swinnerton obtient un succès à la fois critique et commercial avec Nocturne dès 1917, et restera  toute sa vie un écrivain à succès. Il publie son dernier roman,  Some Achieve Greatness (Certains atteignent à la Grandeur, 1976), au début de sa quatre-vingt dixième décennie. Certains critiques ont détecté dans l'œuvre de Swinnerton des échos de George Gissing et Arnold Bennett, mais lui-même estimait qu'il avait été surtout influencé par Henry James, Henrik Ibsen et Louisa May Alcott.
Son style de prose est « naturel et lucide » et il désapprouve une écriture par trop intellectuelle ou prétentieuse. Dans The Georgian Literary Scene (La Scène littéraire géorgienne), une évocation de l'époque où les hommes de lettres étaient en même temps des gentlemen, publiée dans ses dernières années, il écrit : « Si je m'attarde quelque peu, comme je crains de devoir le faire, sur les inconvénients qu'il y a à trop aider les étudiants en art, c'est parce que je pense que les bourses sont de nos jours excessivement valorisées comme le préliminaire nécessaire à l'écriture créative » (« If I dwell for a moment longer, as I fear I must, upon the weakness of too much scholarship in the arts, it is because I think scholarship is nowadays excessively valued as a necessary preliminary to creative writing »). De toutes ses contributions critiques, The Georgian Literary Scene se détache tout particulièrement, et est encore utilisé par ceux qui étudient cette période. Le New York Times le tient pour  exhaustif, et de manière très divertissante, à la différence d'autres histoires littéraires."  Swinnerton lui-même déclarait à son sujet: mes meilleurs livres selon moi sont  Harvest Comedy et The Georgian Literary Scene, mais je ne considère aucun des deux comme ayant une importance durable.... J'habite à la campagne, je suis très paresseux, peu enclin à travailler dur, et j'ai peu d'intolérances"

### Vie personnelle
Swinnerton a passé plus de cinquante années de sa vie à Old  Tokefield, à Cranleigh, dans le Surrey, un petit village non loin de Londres. Il a été marié deux fois. Son premier mariage, en 1917, à la poétesse Helen Dircks, se termine par un divorce. En 1924, il épouse Mary Dorothy Bennett, avec qui il a une fille. Swinnerton meurt à Old Tokefield à l'âge de 98 ans. Sa nécrologie dans le Times commence en soulignant que sa mort « brise l'un des derniers liens avec ses grands contemporains, Wells, Galsworthy et Arnold Bennett ».

## Œuvres
- The Merry Heart, 1909.
- The Young Idea, 1910.
- The Casement, 1911.
- The Happy Family, 1912.
- George Gissing: a Critical Study, 1912.
- On the Staircase, 1914.
- R. L. Stevenson: a Critical Study, 1914.
- The Chaste Wife, 1916.
- Nocturne, 1917.
- Shops and Houses, 1918.
- September, 1919.
- Coquette, 1921.
- The Three Lovers, 1922.
- Young Felix, 1923.
- The Elder Sister, 1925.
- Summer Storm, 1926.
- Tokefield Papers, 1927.
- A London Bookman, 1928.
- A Brood of Ducklings, 1928.
- Sketch of a Sinner, 1929.
- Authors and the Book Trade,1932.
- The Georgian House, 1932.
- Elizabeth, 1934.
- The Georgian Literary Scene, 1935.
- Swinnerton: an Autobiography, 1937.
- Harvest Comedy, 1937.
- The Two Wives, 1939.
- The Reviewing and Criticism of Books, 1939.
- The Fortunate Lady, 1941
- Thankless Child, 1942.
- A Woman in Sunshine, 1944.
- English Maiden, 1946.
- The Cats and Rosemary, (US) 1948.
- Faithful Company, 1948.
- The Doctor’s Wife Comes to Stay, 1949.
- Arnold Bennett, 1950.
- A Flower for Catherine, 1950.
- The Bookman’s London, 1951.
- Master Jim Probity, 1952.
- Londoner’s Post, 1952.
- A Month in Gordon Square, 1953.
- The Sumner Intrigue, 1955.
- The Adventures of a Manuscript, 1956.
- Authors I Never Met, 1956.
- Background with Chorus, 1956.
- The Woman from Sicily, 1957.
- A Tigress in Prothero, 1959.
- The Grace Divorce, 1960.
- Death of a Highbrow, 1961.
- Figures in the Foreground, 1963.
- Quadrille, 1965. A Galaxy of Fathers, 1966.
- Sanctuary, 1966.
- The Bright Lights, 1968.
- Reflections from a Village, 1969.
- On the Shady Side, 1970.
- Nor all thy Tears, 1972.
- Rosalind Passes, 1973.
- Some Achieve Greatness, 1976.
- Arnold Bennett: a last word, 1978[3].